# Вокома (Ајова)
Вокома (енгл. Waucoma) град је у америчкој савезној држави Ајова. По попису становништва из 2010. у њему је живело 257 становника.

## Демографија
Према попису становништва из 2010. у граду је живело 257 становника, што је -42 (-14.0%) становника више него 2000. године.
| Група             | 2000.       | 2010.       |
| Белци             | 297 (99,3%) | 251 (97,7%) |
| Афроамериканци    | 0 (0,0%)    | 0 (0,0%)    |
| Азијати           | 0 (0,0%)    | 1 (0,4%)    |
| Хиспаноамериканци | 2 (0,7%)    | 1 (0,4%)    |
| Укупно            | 299         | 257         |